# Дояренко Олексій Григорович
Дояренко Олексій Григорович (15 березня 1874 року, с. Терешківка Сумського повіту Харківської губернії (нині Сумський район, Сумська область) — 9 травня 1958 року, м. Саратов) — український і російський агроном, педагог, науковець, публіцист, редактор журналів і музичний діяч. Один із провідних агрономів першої половини ХХ століття, активний популяризатор науки про ґрунт і рослини.

## Біографія
Народився в селянській родині на Слобожанщині. Мати, Марфа Савелівна, працювала економкою в селі Марківка. Навчався в Сумській гімназії, яку закінчив із золотою медаллю 1892 року. Продовжив освіту в Санкт-Петербурзькому університеті, де завершив два факультети: природничий (1897) та юридичний (1898). Також опанував музику, закінчивши консерваторію.
У 1901–1930 роках працював у Петрівській (нині Тімірязєвській) сільськогосподарській академії. Викладав на кількох кафедрах, займався дослідницькою роботою, зокрема у сфері ґрунтознавства та землеробства. Займався також редакторською діяльністю: від 1901 року — помічник редактора, а згодом — головний редактор журналу «Вісник сільського господарства», який виходив під егідою Московського товариства сільського господарства.
У 1930-х роках зазнав переслідувань: був заарештований, а згодом засланий. Протягом 1936–1938 років працював музичним керівником Театру юного глядача.

## Науковий доробок
Автор численних популярних і наукових публікацій. Серед найвідоміших праць —:
«Життя поля» (1958),
«Цікава агрономія» (1963),
«Фактори життя рослин» (1966),
збірка «Вибрані твори» (1963).

## Наукові праці
- Життя поля.— М., 1958;
- Вибрані твори.— М., 1963;
- Цікава агрономія.— М., 1963;
- Фактори життя рослин.— М., 1966.

## Пам'ять і визнання
Про діяльність Дояренка написано низку спогадів і біографічних розвідок. Його ім’я згадують у працях радянських агрономів і науковців, зокрема в працях Прянишникова, Орловського, Волкова. 